# 平井久右衛門
平井 久右衛門（ひらい きゅうえもん、生没年不詳）は織田信長の旗本で、弓衆。永禄4年に三河梅ヶ坪城を攻めた時、弓により功を立て、敵からも賞賛された。
天正6年には、有岡攻めにも従軍している。
天正9年2月28日の馬揃えの時には、100人の弓衆を、中野一安と二手に分けて引率している。一方、奉行としても活躍した。
| スタブアイコン | サブスタブ | この項目は、まだ閲覧者の調べものの参照としては役立たない、人物に関連した書きかけの項目です。この項目を加筆・訂正などしてくださる協力者を求めています（P:人物伝/PJ:人物伝）。 |